# Rolls-Royce Wraith (2013)
Rolls-Royce Wraith — автомобиль представительского класса, выпущенный компанией Rolls-Royce Motor Cars. Четырёхместный купе, базирующийся на шасси от Rolls-Royce Ghost, представлен в 2013 году на Женевском автосалоне, затем был показан в известном лондонском универмаге Harrods, пекинской Арт-Зоне, Сингапуре, Москве, Гуанчжоу, Брюсселе, Бахрейне, Мумбаи и ряде других автосалонов. Накануне представления рекламные агенты Rolls-Royce создали серию промороликов. Автомобиль идеологически является преемником модели Rolls-Royce Wraith 1938 года. Первые продажи начались с четвёртого квартала 2013 года.

## Характеристика

### Технические характеристики
Все модели укомплектованы 8-ступенчатой коробкой передач ZF «8HP90». Оснащённый двигателем V12 6.6 Twin Turbo (N74B66) мощностью 632 л. с. Rolls-Royce Wraith стал самым мощным автомобилем из всех когда-либо выпускавшихся компанией Rolls-Royce Motor Cars. До этого рекорд принадлежал Rolls-Royce Ghost — 563 л.с. Максимальный крутящий момент составляет 800 Н·м, разгон до 100 км/ч — 4,6 с. Максимальная скорость ограничена 250 км/ч. Масса равна 2360 кг.
Rolls-Royce Wraith с тюнингом от Mansory имеет 740-сильный двигатель и способен развивать скорость до 300 км/ч.
В сравнении с седаном Ghost база автомобиля стала короче на 183 мм, центр тяжести располагается ниже, что придаёт лучшую управляемость.

### Электроника
В модели Wraith впервые установлена система Satellite Aided Transmission, использующая данные спутниковой навигации для предсказания ожидаемого рельефа и типа трассы для заблаговременного выбора характеристик езды. Автомобиль оснащён голосовым управлением навигацией, проекционным дисплеем на лобовом стекле, адаптивными фарами и системой открытия багажника без ключа.
Мультимедийная система имеет жёсткий диск на 20,5 Гб. Встроенная акустическая система располагает мощностью 1300 ватт и обладает 18 динамиками.

### Салон
В оформлении салона в традициях Rolls-Royce использована кожа и деревянные панели. Потолок, имитирующий звёздное небо, впервые применён на модели вне семейства Phantom.

## Галерея

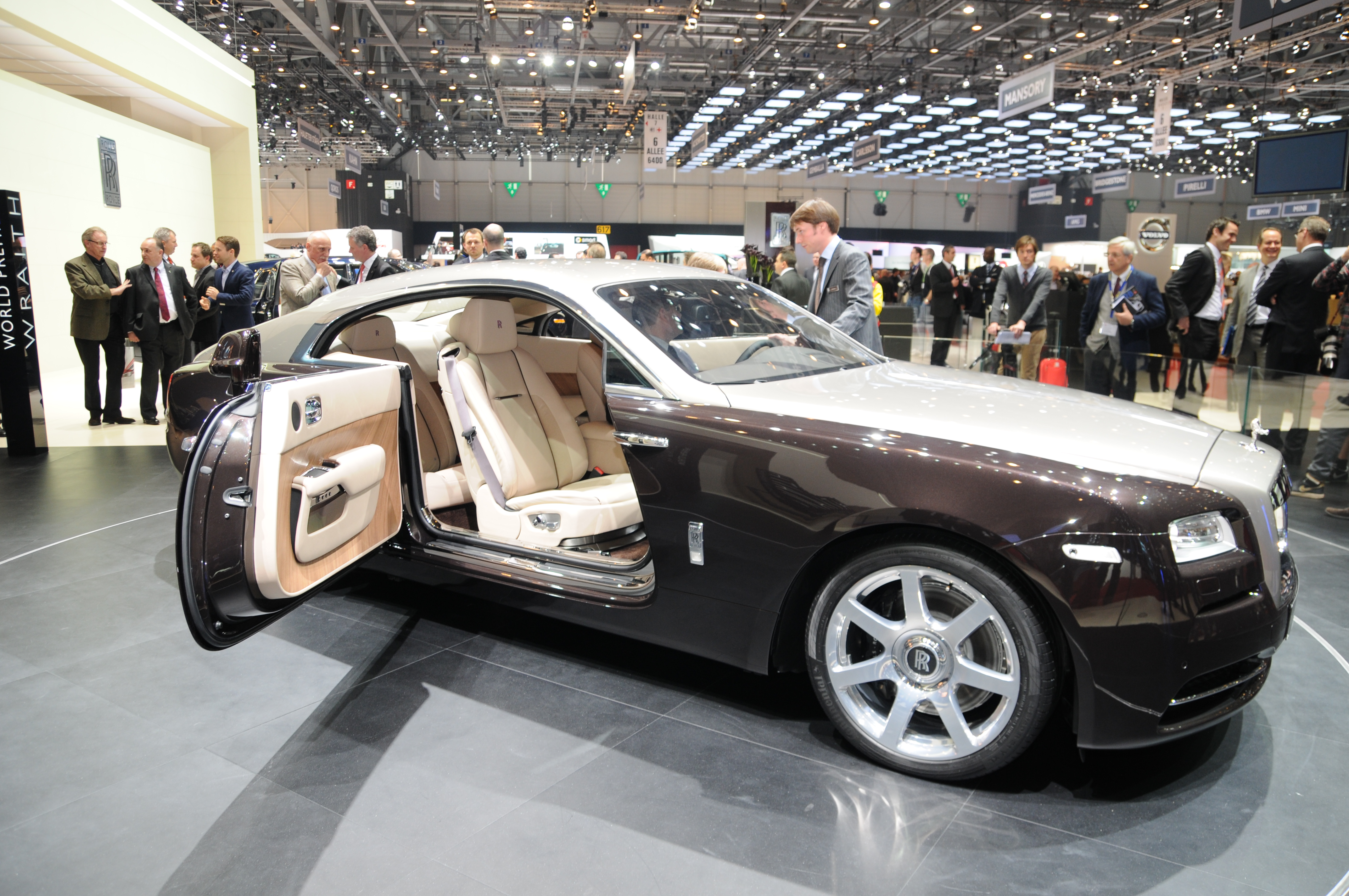
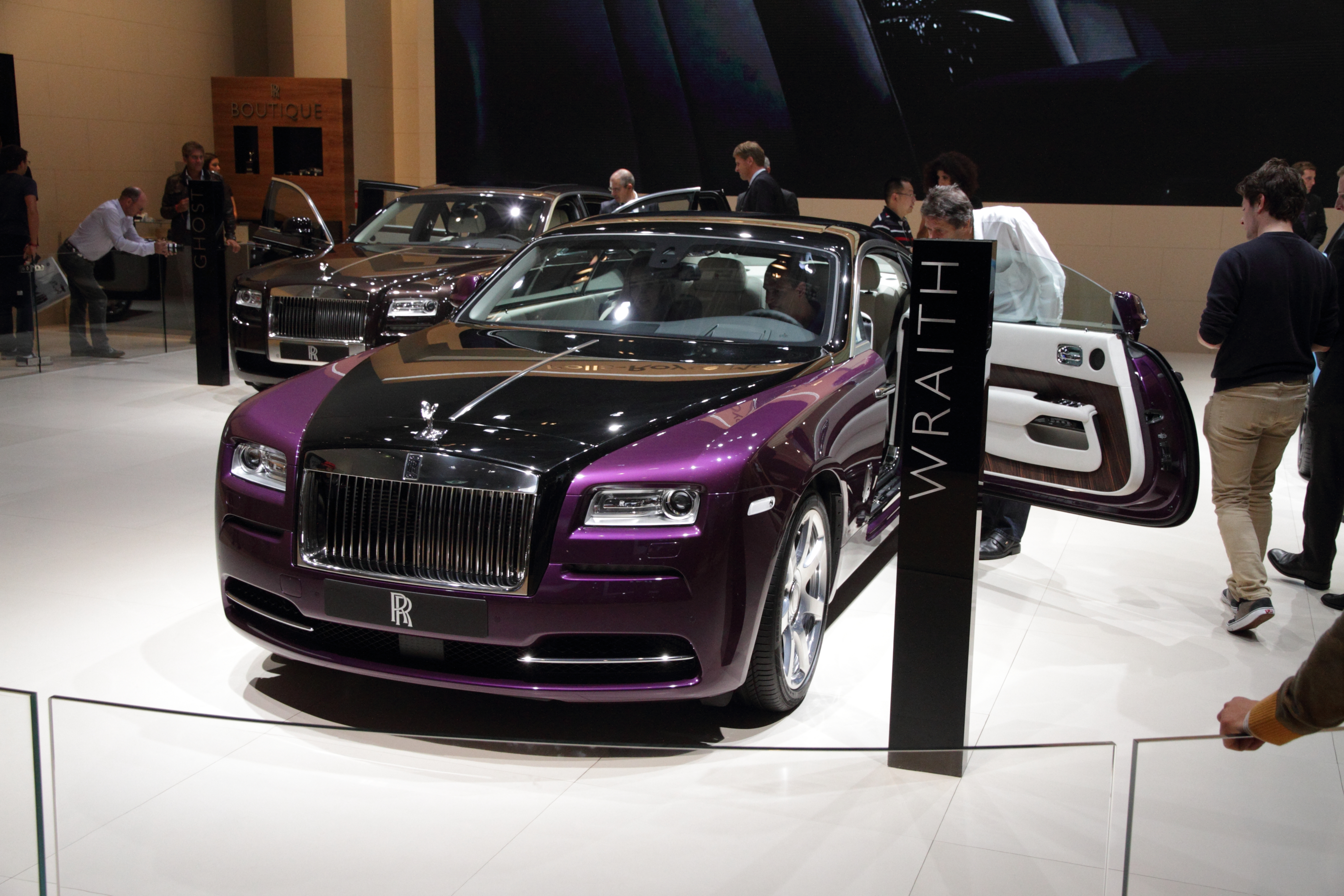
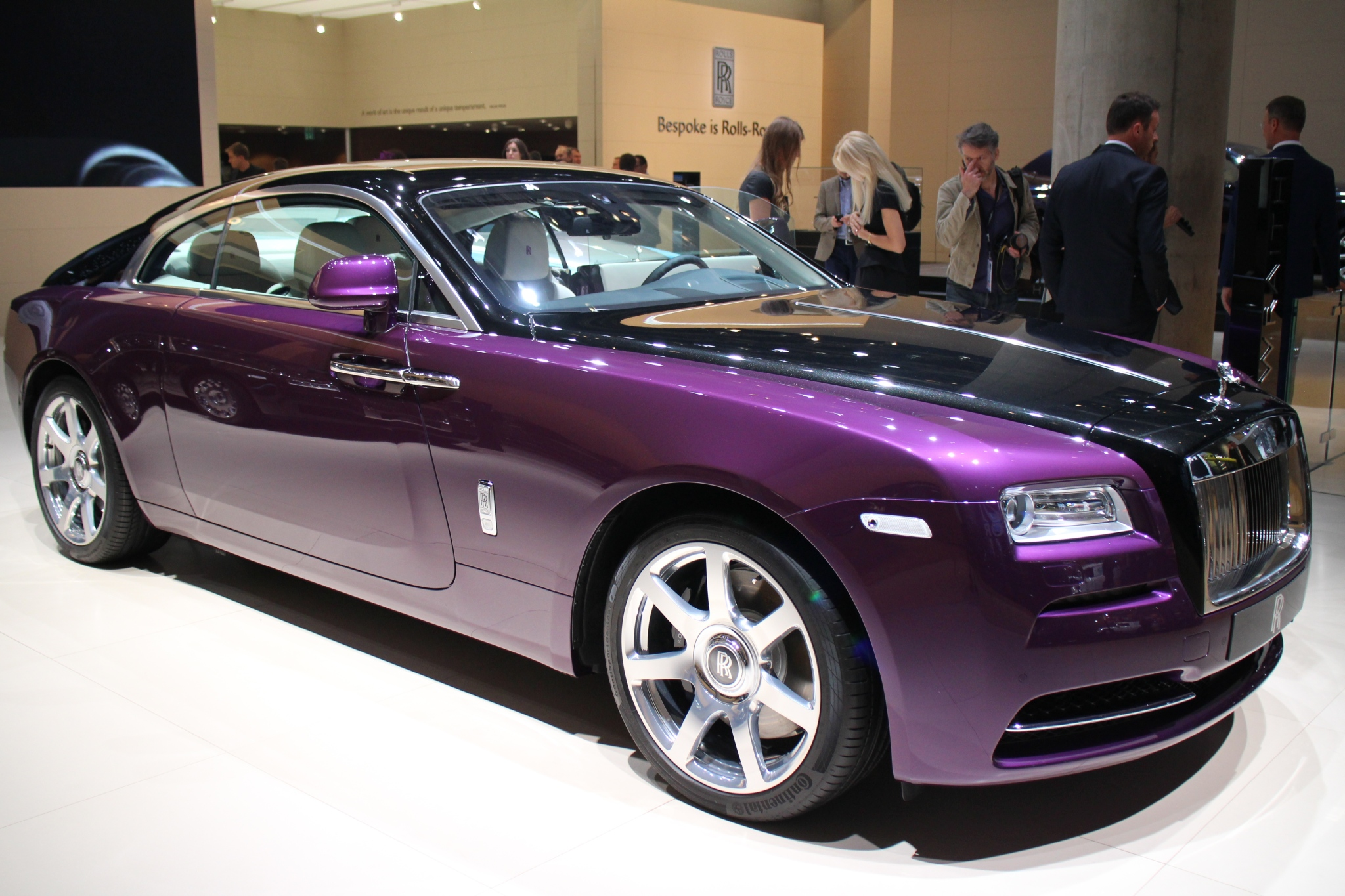
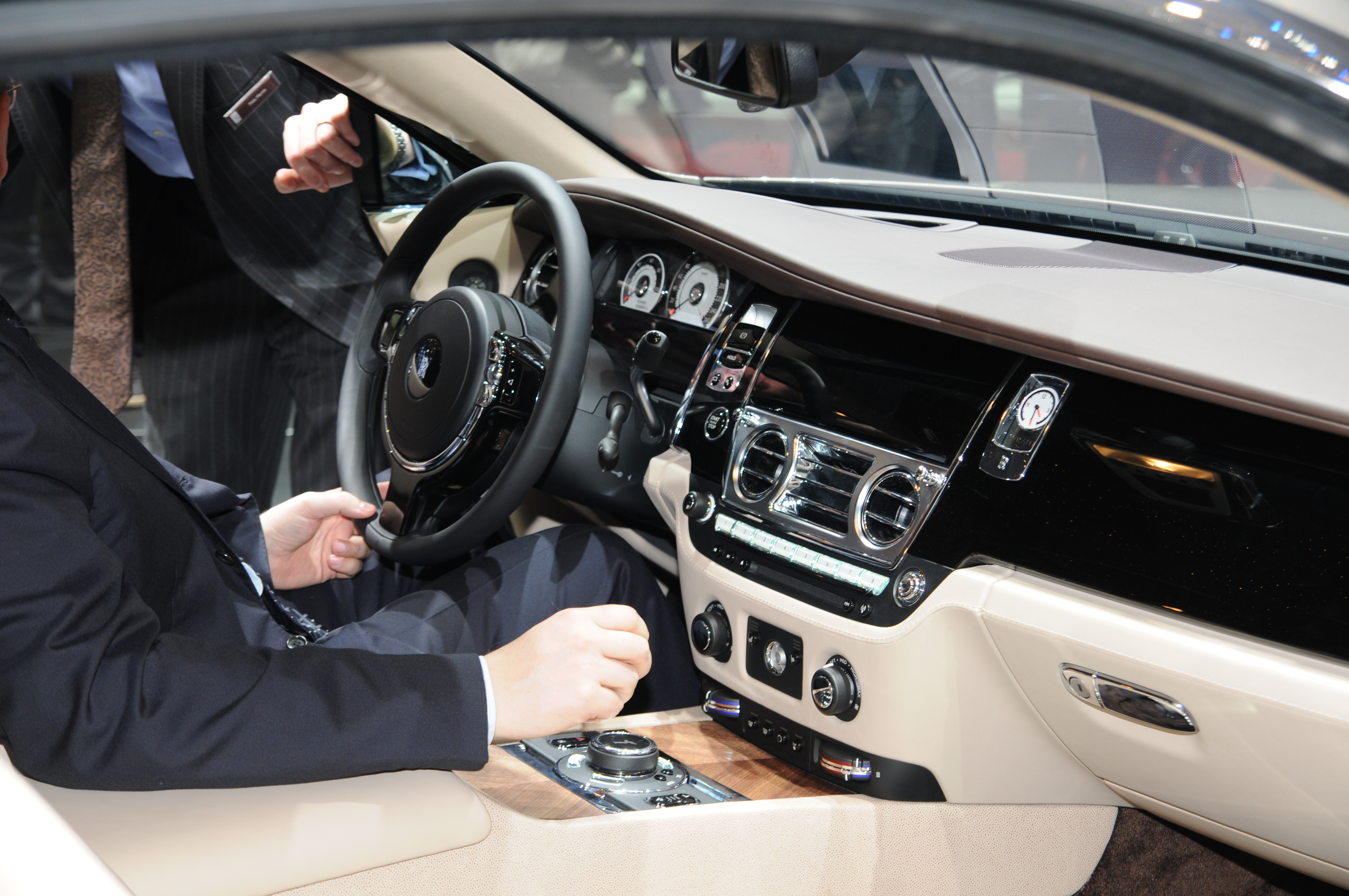